# Ciclocròs

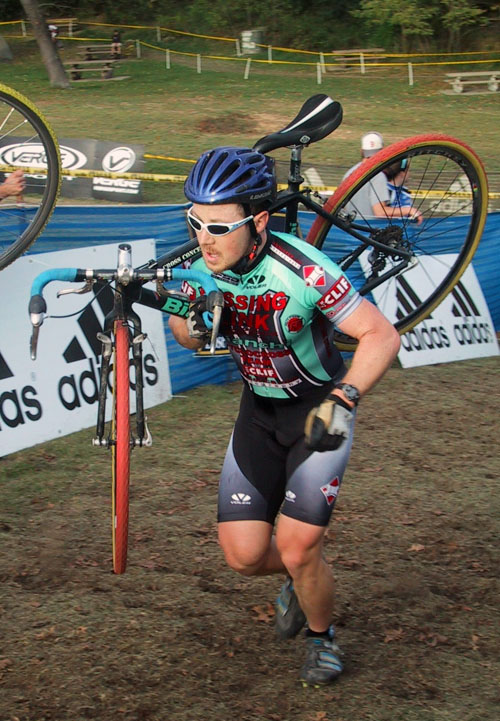
Corredor de ciclocròs carregant la bicicleta a coll

El ciclocròs (en francès i anglès cyclo-cross) és una disciplina ciclista, nascuda a mitjans del segle xx, que es disputa durant la tardor i l'hivern. Els ciclistes hi han de fer un determinat nombre de voltes a un circuit en el qual es combinen trams de quitrà, camins i prats, amb una sèrie d'obstacles, naturals o artificials, que obliguen el corredor a baixar de la bicicleta per superar-los. Tot i que en un primer moment el ciclocròs servia com a preparació hivernal pels ciclistes en ruta, actualment és una disciplina per ella mateixa. La llargada de la prova es calcula en funció del temps de la cursa, per exemple una hora per la categoria elit. El nombre de voltes queda determinat pels comissaris en funció del temps necessari dels participant per fer les dues primeres voltes. Es fa amb bicicletes reforçades, amb i frens preparats pel fang.

## Els dominadors

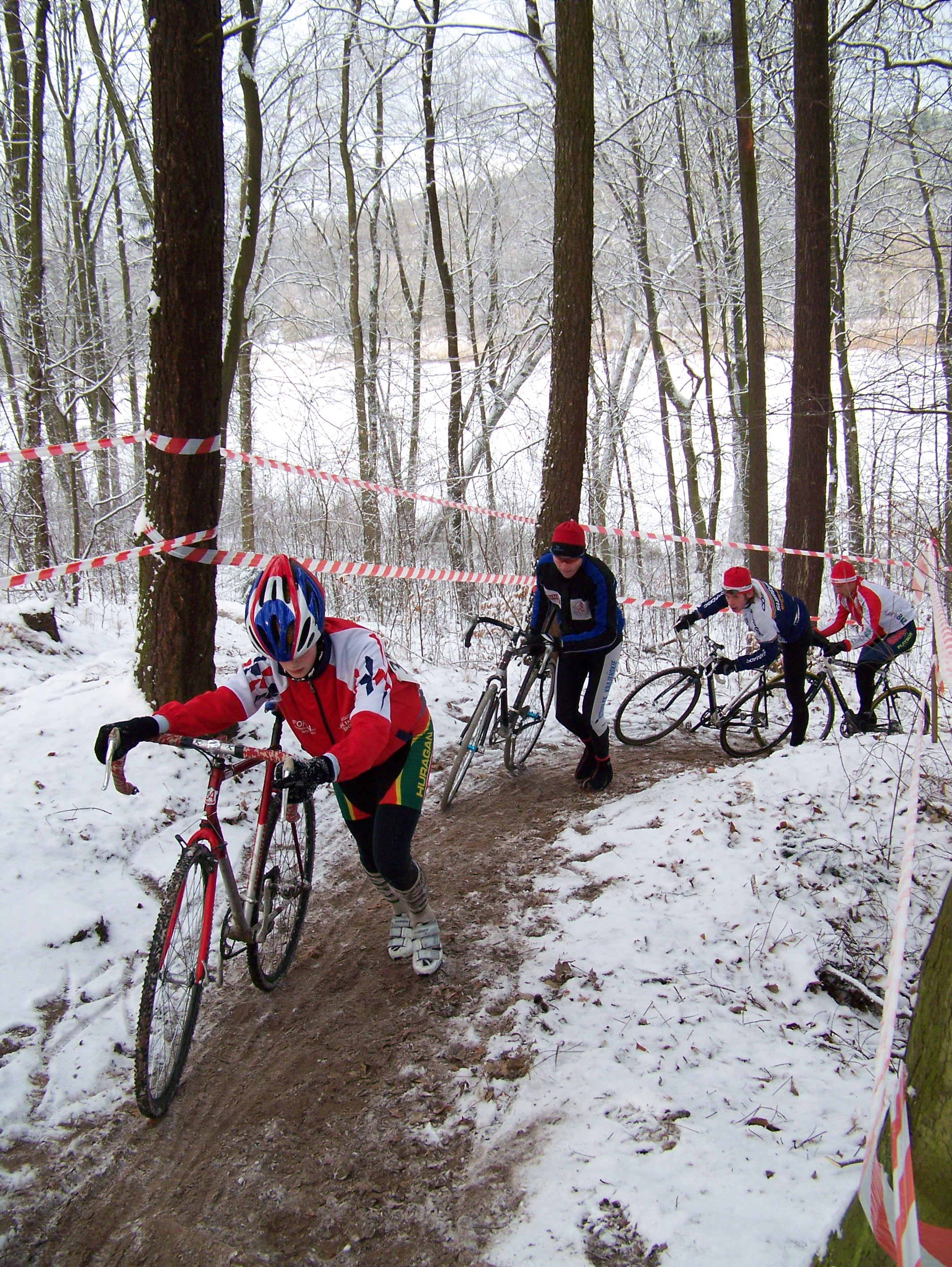
Prova de ciclocròs

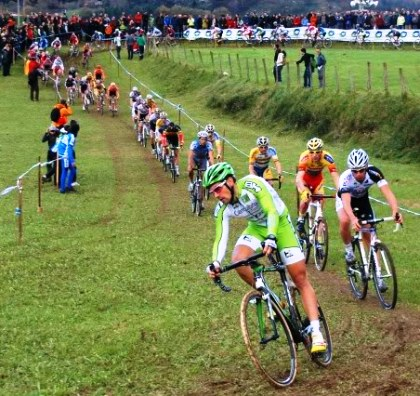
Prova de ciclocròs

Els ciclistes del nord d'Europa, especialment belgues i neerlandesos, són els especialistes d'aquesta disciplina. Alguns dels més grans dominadors de l'especialitat procedeixen d'aquests països: Andrè Dufraisse, Erik de Vlaeminck, Renato Longo, Roland Liboton, o més recentment Mario de Clercq, Sven Nys o Lars Boom.

## La bicicleta[3]
La bicicleta amb què es disputen les proves de ciclocròs són molt similars a les emprades en les proves de carretera, tot i que amb algunes diferències.
- Les rodes solen dur pneumàtics una mica més amples i amb un dibuix més marcat, per a millorar la tracció sobre la terra, especialment en terrenys relliscosos.[4]
- Tenen frens cantilever, per a evitar que en terrenys enfangats s'acumuli el fang al pont[5]
- La forquilla davantera té més separació pel mateix motiu
- L'eix pedalier és una mica més amunt per evitar que la bicicleta xoqui contra obstacles elevats
- S'empren pedals de bicicleta de muntanya

## Competicions
El primer Campionat del món de ciclocròs s'organitzà a França el 1950, sent el francès Jean Robic el primer campió. Durant una desena d'anys els dominadors foren els francesos, per a poc a poc anar-se popularitzant en altres països d'Europa, especialment a Bèlgica, que passà a dominar l'especialitat. França, Suïssa, els Països Baixos, Itàlia i Txèquia són els altres països amb esportistes de primer nivell.
El ciclocròs no és una disciplina olímpica.
La temporada internacional de ciclocròs s'articula al voltant de tres competicions majors: la Copa del món de ciclocròs, el Superprestige i el Trofeu DVV Verzekeringen. Mentre que la primera de les competicions té proves repartides per tot Europa, les altres dues es concentren als Països Baixos.